# 小行星5560
小行星5560（5560 Amytis）是一颗绕太阳运转的小行星，为主小行星带小行星。该小行星于1990年6月27日发现。

## 轨道参数
小行星5560的轨道半长轴为2.2860133 UA，离心率为0.108。